# Passo San Boldo
Il passo San Boldo (impropriamente, passo di Sant'Ubaldo) è un valico che mette in comunicazione i due versanti delle prealpi Bellunesi centrali, ovvero la Vallata Trevigiana e la Valbelluna.

## Geografia fisica
Collocato tra il col de Moi (1358 m) e il monte Cimone (1290 m), si tratta di una modesta sella originata, probabilmente, dalla transfluenza di un ramo del ghiacciaio del Piave, che collegava l'asse principale della Valbelluna a quello secondario della Vallata Trevigiana.

## Storia
Riguardo al toponimo, Alberto Alpago Novello ha dimostrato che non si tratta di un riferimento a sant'Ubaldo, ma a sant'Ippolito: si tratta infatti di una trasformazione del nome Ippolitus, che divenne nel tempo Poltus e infine Boldo.
Il valico, benché caratterizzato da pendenze notevoli soprattutto sul versante trevigiano, fu frequentato sin dai tempi più antichi. Per Plinio Fraccaro, già in epoca romana vi transitava una strada compresa nell'itinerario della via Claudia Augusta.
Su uno sperone roccioso a strapiombo sul torrente Gravon si conservano i resti di una torre di guardia, secondo alcuni costruita in epoca bizantina quando l'Italia fu investita dall'invasione dei Longobardi. Nel medioevo, rappresentando una località di confine, vi fu attiva una dogana (la cosiddetta muda di San Boldo) che si occupava della riscossione dei dazi sulle merci di passaggio.
Oltre ad essere percorso da pellegrini, soldati e mercanti e ad essere frequentato come tappa per la transumanza, il passo San Boldo era utilizzato come scorciatoia dagli zattieri, che tornavano in Cadore dopo aver trasportato il legname a Venezia lungo il Piave.

### La strada dei Cento Giorni
Nel corso  dell'Ottocento furono presentati numerosi progetti per la costruzione di una carrozzabile che potesse sostituire lo scomodo sentiero utilizzato sino ad allora. Solo nel 1914 fu iniziata una nuova strada su progetto dell'ing. Giuseppe Carpanè, avvalendosi di cinquecento operai ingaggiati tra i numerosi disoccupati della zona. Alla vigilia della grande guerra, infatti, si era verificata un'ondata di rientro degli emigranti italiani impiegati negli Imperi Centrali.
Il primo tratto, che ricalcava la vecchia mulattiera, fu ultimato all'inizio del 1916, ma i lavori si arrestarono quando il cantiere incontrò le pareti rocciose che affiorano alla sommità del passo (tratto noto come Canàl o Scalón de San Boit) e anche per l'imperversare del primo conflitto mondiale. Con l'occupazione seguita alla rotta di Caporetto, furono gli Austriaci a riprendere i lavori alla fine del gennaio 1918. Fu un'impresa memorabile: a causa della mancanza di operai specializzati e di adeguate attrezzature il cantiere ripartì lentamente; tuttavia, il comando della VI Armata austriaca, in vista della battaglia del Solstizio, impose la conclusione dell'opera entro tre mesi a partire dal 1º marzo. L'obiettivo fu raggiunto grazie all'impiego di manovalanza locale (comprendente anche donne, anziani e ragazzi, cui si aggiungevano prigionieri russi) che lavorava a ciclo continuo. L'ultimo tratto della strada, realizzato nel punto più impervio con pareti a strapiombo, fu superato grazie alla realizzazione di tornanti e gallerie, che conferirono alla strada una pendenza costante del 10%, adeguata per il transito dell'artiglieria.
Lungo il versante bellunese, grazie alle pendenze meno marcate, era già presente una mulattiera carrozzabile. Questa fu potenziata con la costruzione di muraglioni di contenimento e di un ponte sull'Ardo.

## Sport

### Ciclismo

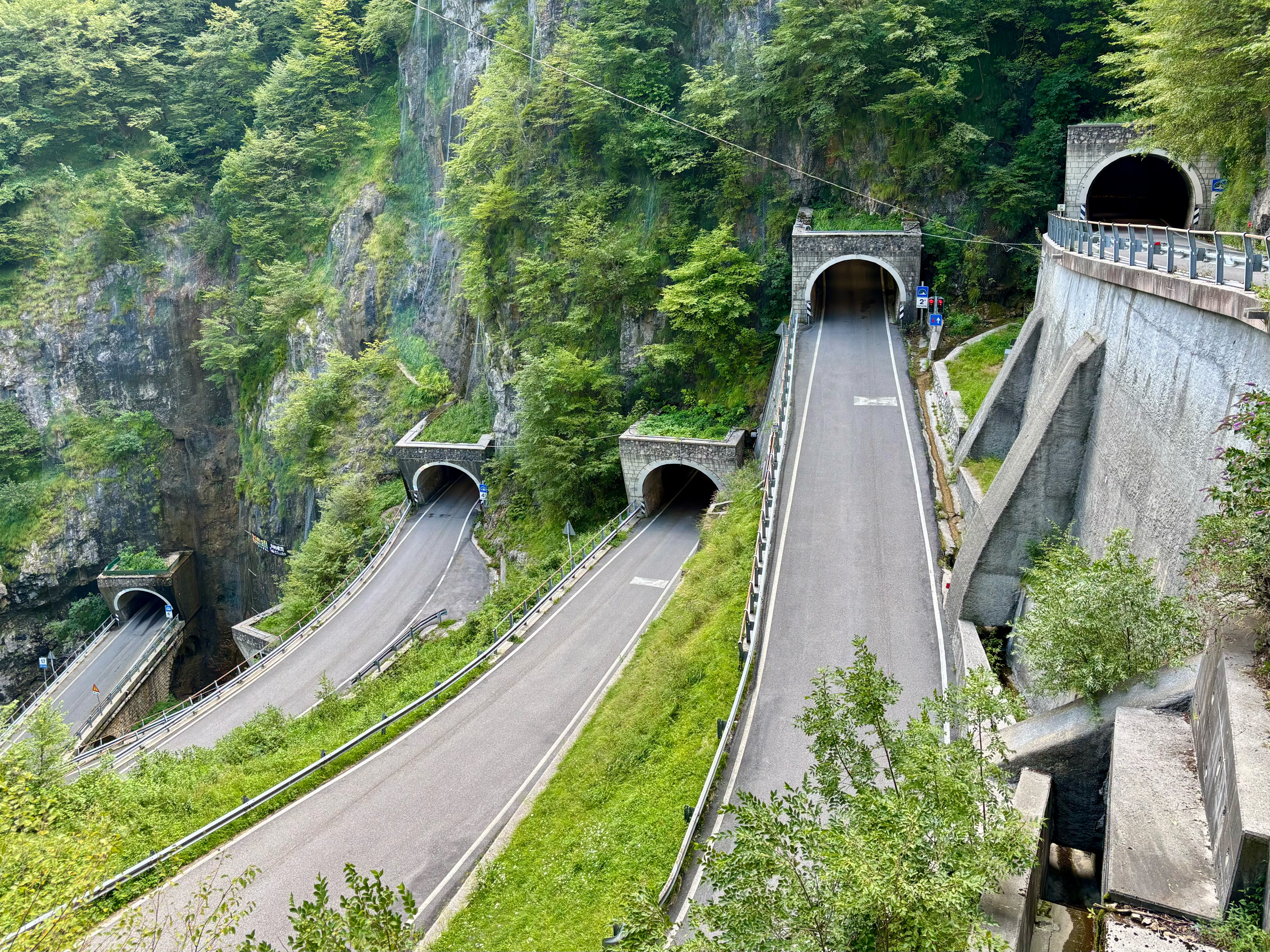
Passo San Boldo

Nella storia centenaria del Giro d'Italia, il passo è stato affrontato due volte, la prima nell'edizione del 1966 durante la 21ª tappa da Belluno a Vittorio Veneto. Il passo fu Gran Premio della Montagna e la salita fu affrontata dal versante di Tovena. Il primo a scollinare fu Pietro Scandelli, poi vincitore della tappa, mentre in Maglia Rosa c'era Gianni Motta, trionfatore di quel Giro.
La seconda volta, il passo fu affrontato sempre dal versante di Tovena durante la 19ª tappa del Giro d'Italia 2019 da Treviso a San Martino di Castrozza, vinta da Esteban Chaves.
Per quasi tutto l'anno, ma in prevalenza d'estate, il Passo è meta di migliaia di cicloturisti che si cimentano lungo i 18 tornanti fino alla cima. Ogni anno si svolgono la Cicloturistica del San Boldo, con partenza da Vittorio Veneto, e la Cronoscalata del San Boldo, con partenza da Tovena.

### Escursionismo
Dalla sommità del passo è possibile raggiungere a piedi il bivacco Rifugio dei Loff tramite il sentiero CAI n. 991; dal bivacco si può poi scendere verso il paese di Cison di Valmarino.